# Niño Josele
Niño Josele właściwie Juan José Heredia (ur. 1974 w Almería) – hiszpański muzyk, kompozytor i gitarzysta flamenco.

## Dyskografia
- Niño Josele – Calle Ancha (1995)
- Jerry González – Y Los Piratas Del Flamenco (2002)[2]
- Niño Josele – Niño Josele (2003)
- Bebo & Cigala – Lágrimas Negras (2003)[3]
- Jerry González – Y Los Piratas Del Flamenco (2004)[4]
- Niño Josele – Paz (2006)[5]
- Niño Josele – La Venta del Alma (2009)
- Niño Josele – Española (2009)[6]